# Copa EuroAmericana 2015
La Copa EuroAmericana 2015 è stata la terza edizione della Copa EuroAmericana. Si è tenuta in America dal 29 maggio al 1º agosto 2015. Si sono affrontate quattro squadre della confederazione CONMEBOL e due provenienti dalla UEFA.

## Formula
Al torneo hanno preso parte squadre americane provenienti dalla CONMEBOL, che hanno affrontato club europei della UEFA. È stata decretata campione la confederazione che ha totalizzato più vittorie.
In caso di parità dopo i tempi regolamentari, l'esito del match è stato deciso ai tiri di rigore.
Ciascuna federazione è stata impegnata in quattro partite. Le quattro squadre americane hanno giocato una sola gara, sempre contro avversarie della UEFA. Per l'Europa il Málaga è sceso in campo tre volte, mentre l'Espanyol soltanto una.

## Squadre partecipanti
| Confederazione | Team           |
| -------------- | -------------- |
| CONMEBOL       | Deportivo Cali |
| CONMEBOL       | Barcelona SC   |
| CONMEBOL       | Peñarol        |
| CONMEBOL       | San Lorenzo    |
| UEFA           | Espanyol       |
| UEFA           | Málaga         |

## Stadi
| Buenos Aires           | Cali                   | Guayaquil          | Montevideo         |
| ---------------------- | ---------------------- | ------------------ | ------------------ |
| Estadio Pedro Bidegain | Estadio Deportivo Cali | Estadio Monumental | Estadio Centenario |
| Argentina              | Colombia               | Ecuador            | Uruguay            |
| Capacità: 43,995       | Capacità: 55,000       | Capacità: 70,000   | Capacità: 60,235   |
|                        |                        |                    |                    |

## Situazione vittorie
| America 3 | Europa 1 |

## Risultati
| Arbitro: | Ómar Ponce |

|          |           |  |
| Vera 60’ | Marcatori |  |

| Arbitro: | Juan Pontón Rodríguez |

|                                        |           |                     |
| Casierra 48’ Benedetti 58’ Murillo 85’ | Marcatori | 16’ Charles 60’ Čop |

| Arbitro: | Patricio Loustau |

|  |                      |  |
|  | Tiri di rigore 4 – 3 |  |

| Arbitro: | Jonathan Fuentes |

|           |           |                              |
| Ifrán 23’ | Marcatori | 71’ Čop 79’ Duda 85’ Rosales |

## Risultato finale
- Si è proclamata campione la confederazione della CONMEBOL: il Barcelona SC, il Deportivo Cali, il Peñarol ed il San Lorenzo.
- Il Peñarol è stato premiato con il trofeo James and Thomas Hogg, come rappresentante della confederazione americana. Il Barcelona SC, il Deportivo Cali ed il San Lorenzo hanno ricevuto una replica della coppa.